# Papež Julij I.
Julij I., je bil rimski papež in svetnik Rimskokatoliške cerkve. * 3. stoletje n. št. v Rimu, † 12. april 352 v Rimu (Italija, Rimsko cesarstvo). 

## Življenjepis
Po štirih mesecih sedisvakance je bil izvoljen 6. februarja 337 kot naslednik svetega Marka in 35. papež.

## Spori z arijanci
V teoloških sporih svojega časa je odigral pomembno vlogo. Julij je vsestransko podpiral nicejsko veroizpoved zoper arijanstvo, ki z Arijevo smrtjo ni prenehalo, ampak se je še poglobilo in dobilo podporo pri najvišji oblasti v Carigradu. Pri verskih sporih z arijanci se je papež skliceval na izročilo, ki priznava prvenstvo rimske Cerkve in rimskega škofa kot naslednika apostola Petra. 
So-cesar Konstantin II. je iz izgnanstva v Trierju poslal škofa Atanazija nazaj na njegov škofovski sedež v Egipt, kjer so ga verniki z navdušenjem sprejeli. Arijanci pa niso mirovali: pri so-cesarju v Carigradu so ga zatožili zaradi povzročanja nemirov in proticesarskega delovanja. Takoj po Konstantinovi smrti ga je njegov naslednik Konstancij  ponovno pregnal s škofovskega sedeža v Aleksandriji, kakor tudi škofa Marcela iz Ancire; oba sta se zatekla v Rim. Na papeža se je obrnil tedaj še tudi arijanski škof Evzebij iz Nikomedije. 

### Koncil v Rimu
Julij je v začetku leta 341 v Rimu sklical sinodo - udeležilo se je je nad 50 zahodnih škofov - ki je potrdila Atanazijevo in Marcelovo pravovernost in zavrnila arijanizem. Arijanskim škofom na vzhodu je Julij pisal, da bi se pred obsodbo Atanazija morali obrniti na Rim. S tem se je papež skliceval na nepretrgano tradicijo o prvenstvu rimskega škofa. Na koncilu v Rimu je Julij potrdil Atanazijev položaj aleksandrijskega škofa, ko je bil poprej oproščen neutemeljenih obtožb. 

### Koncil v Sardiki
Ko je papež pokaral arijanske škofe, ki so v Antiohiji sklicali zoper rimskega svoj koncil, je v pismu še poudaril, da v zadevah škofov ima rimski škof zadnjo besedo. Podobno pismo je pisal tudi socesarju Konstanciju v Konstantinopel. Zato je cesar naposled 343 sklical škofe na koncil v Sardiko, ki se ga je udeležilo 90 zahodnih in 80 vzhodnih škofov. Ko so vzhodni škofje opazili, da so v manjšini, so krenili v Filipopolis. Tam so odpovedali pokorščino papežu in njegovemu odposlancu Hoziju (Hosius); Atanaziju in z njim solidarnim škofom so odvzeli njihove škofije ter sestavili nekakšno novo veroizpoved; poleg tega pa so o vsem obvestili donatiste. 
Nasprotno temu pa so na koncilu v Sardiki Atanaziju in drugim škofom vrnili škofije, obsodili razkolniško početje „posebnega koncila v Filipopolisu” ter poudarili, da se morajo škofje in duhovniki „v vseh spornih zadevah obrniti h glavi, k sedežu svetega Petra.”
Takrat so škofje ponovno potrdili vrhovno papeško oblast v verskih zadevah in pristojnost, da kot vrhovna instanca potrjuje in odstavlja škofe. Vsi navzoči škofje so podpisali koncilske sklepe. To vrhovno papeško oblast je priznal tudi cesar Konstancij, čeprav je bil sam kot arijanec bolj naklonjen arijanstvu.

### Osebne spremembe škofov
- Že petkrat pregnani aleksandrijski škof Atanazij se je lahko vrnil v svojo škofijo 346, ko je papež Julij napisal ganljivo priporočilno pismo aleksandrijskim vernikom.
- Iz tega časa poznamo petovionskega (današnji Ptuj) škofa Aprijana, ki je leta 343 tudi sodeloval na koncilu v Sardiki, ko se je z okoli 170 škofi tudi on udeležil razpravljanja o arijanizmu.[9]
- Sardiški koncil je vrnil na škofijski sedež tudi škofa Urzacija (Ursacius) v Singidunumu (današnji Beograd) in Valensa v Mursiji (današnji Osijek).
- Med drugimi je sardiški koncil odstavil škofa Fotina (Photinus) iz Sirmiuma (današnja Sremska Mitrovica). Verniki pa ga niso pustili oditi; zato so panonski škofje sklicali posebno sinodo v Sirmium 350, kjer so sestavili posebno veroizpoved; Fotin pa tudi te ni hotel podpisati; zato ga je cesar Konstancij izgnal; nazaj se je pa vrnil za časa cesarja Julijana Odpadnika (361-363) in umrl 379.[7]

## Določbe
- Menijo, da je Julij določil Božič kot praznik Jezusovega rojstva na  dan 25. decembra.[10]
- Julij je uredil papeški urad, ki mu je postavil na čelo papeškega pisarja (scriniarius sacrae sedis).

### Dela
- Julijeva pisma so ohranjena v Atanazijevi apologiji zoper arijance.
- Zgradil je onstran reke Tibere sijajno cerkev na kraju Memoria, ki so jo po njem poimenovali Julijeva bazilika; sedaj se imenuje Santa Maria in Trastevere. Zgradil je še eno cerkev v čast svetih apostolov.
- Odprl je tri nova pokopališča: na Via Portuensisena, Flaminiana in Aureliana. Tudi to kaže na povečanje števila kristjanov v tem obdobju.

## Smrt in češčenje
Umrl je v Rimu 12. aprila 352. Pokopali so ga na Kalepodijevo pokopališče v Rimu na Via Aureliana. Pozneje so ga prenesli v Julijevo baziliko. 
Kmalu po smrti so ga začeli častiti kot svetnika in že čez dve leti, 354, je bil zapisan v rímski svetniški koledar. Njegov god je 12. aprila.